# Neopromachus pachynotus
Neopromachus pachynotus är en insektsart. Neopromachus pachynotus ingår i släktet Neopromachus och familjen Phasmatidae.

## Underarter
Arten delas in i följande underarter:
- N. p. pachynotus
- N. p. bicolor